# کلیاتی درباره پیشگیری و درمان با واکسن و سرم
کلیاتی دربارهٔ پیشگیری و درمان با واکسن و سرم کتابی از حسین میرشمسی است که در سال ۱۳۶۸ منتشر و در مراسم کتاب سال جمهوری اسلامی ایران به‌عنوان کتاب شایسته تقدیر معرفی شد.